# Čileanci
Čileanci su stanovnici Čilea, koji obuhvaćaju starosjedioce i useljenike koji dugi niz godina žive tamo. 
Većina useljenika ima španjolsko podrijetlo te manjim dijelom germansko, slavensko, arapsko i druga podrijetla. Među njima ima i Hrvata, koji su ostavili velik trag u Čileu i mnogo od njih imaju istaknuta mjesta u političkom, gospodarskom, kulturnom i športskom životu Čilea.
Mnogi useljenici došli su u 19. i 20. stoljeću. 
Nakon stjecanja neovisnosti Čilea, useljenici nikada nisu činili više od deset posto ukupnog stanovništva. Ima mnogo djece useljenika, koji su postali Čileanci i usvojili čileansku kulturu i običaje. 
Iako većina Čileanaca živi u Čileu, značajne čileanske zajednice postoje u više zemalja, najviše u Argentini i Sjedinjenim Američkim Državama. Ostale velike čileanske zajednice su u Australiji, Kanadi, Francuskoj i Švedskoj. Čileanci čine značajan dio stalnog stanovništva Antarktike i Falklandskih Otoka.